# Stymphalus rubrolineatus
Stymphalus rubrolineatus är en insektsart som beskrevs av Carl Stål 1855. Stymphalus rubrolineatus ingår i släktet Stymphalus och familjen dvärgstritar. Inga underarter finns listade i Catalogue of Life.